# Blaesodactylus antongilensis
Blaesodactylus antongilensis là một loài thằn lằn trong họ Gekkonidae. Loài này được Böhme & Meier mô tả khoa học đầu tiên năm 1980.